# Elliptera omissa
Elliptera omissa là một loài ruồi trong họ Limoniidae. Chúng phân bố ở miền Cổ bắc.